# 디베르시스포라목
디베르시스포라목(Diversisporales)은 취균문에 속하는 균류 목의 하나이다. 일반적으로 땅 밑에 자실체를 형성하는 내생균근 균류이다. 에너지 저장소로 소포체 또는 조세포를 갖고 있다.
종은 각각 다양한 종류의 포자를 만들며, 학명도 이런 이유에서 유래했다.

## 분류
- 디베르시스포라목 (Diversisporales)
  - Acaulosporaceae
  - 디베르시스포라과 (Diversisporaceae)
  - Pacisporaceae
  - Racocetraceae